# Railton
Railton (Рейлтон) — з 1933 року англійський виробник автомобілів. Штаб-квартира розташована в місті Кобем. У 1939 році компанію купує фірма Hudson. У 1951 році компанія припинила виробництво автомобілів.

## Ноель Маклін. Заснування компанії
Ноель Маклін виробляв дорогі автомобілі Invicta, поступово він відходить від концепції автомобіля, в якому треба якомога менше задіювати важіль КПП. Маклін вирішує створити більш доступні автомобілі, при цьому використовується не оригінальна конструкція, а по можливості вже готові вузли. В результаті він виходить на британське відділення фірми Hudson Motor Co, яке знаходилося в Лондоні по вулиці Грейт Вест Роуд. З американською фірмою вдається домовитися не тільки про закупівлю двигунів, а й взагалі про використання шасі їх восьмициліндрової моделі Eight, яка продавалася в Британії під маркою Essex Terraplane, хоча в США машина просувалася вже як просто Terraplane без приставки Essex.
Виробництво автомобілів було вирішено продовжити на вже наявному у Макліна заводі Fairmile Engineering Company в Кобемі, тобто там, де до цього виробляли автомобілі марки Invicta. Тепер залишалося придумати машині дизайн радіатора (це був час, коли покупець сплачував виробнику гроші тільки за шасі) і взяти яке-небудь гучне ім'я. З радіатором розібралися просто, художник Гордон Кросбі зробив його схожим з попередньою маркою Макліна — Invicta. Кросбі був автором радіатора для автомобілів марки Bentley. З назвою теж мудрувати особливо не стали, помітні латинські назви було вирішено не використовувати, але, щоб марка асоціювалася зі швидкістю, у відомого британського архітектора Ріда Рейлтона, який будував автомобілі для рекордних заїздів на максимальну швидкість, було випрошено дозвіл прикрасити його прізвищем решітку радіатора майбутнього автомобіля, при цьому йому обіцявся відсоток з кожного проданого автомобіля.

## Початок виробництва автомобілів

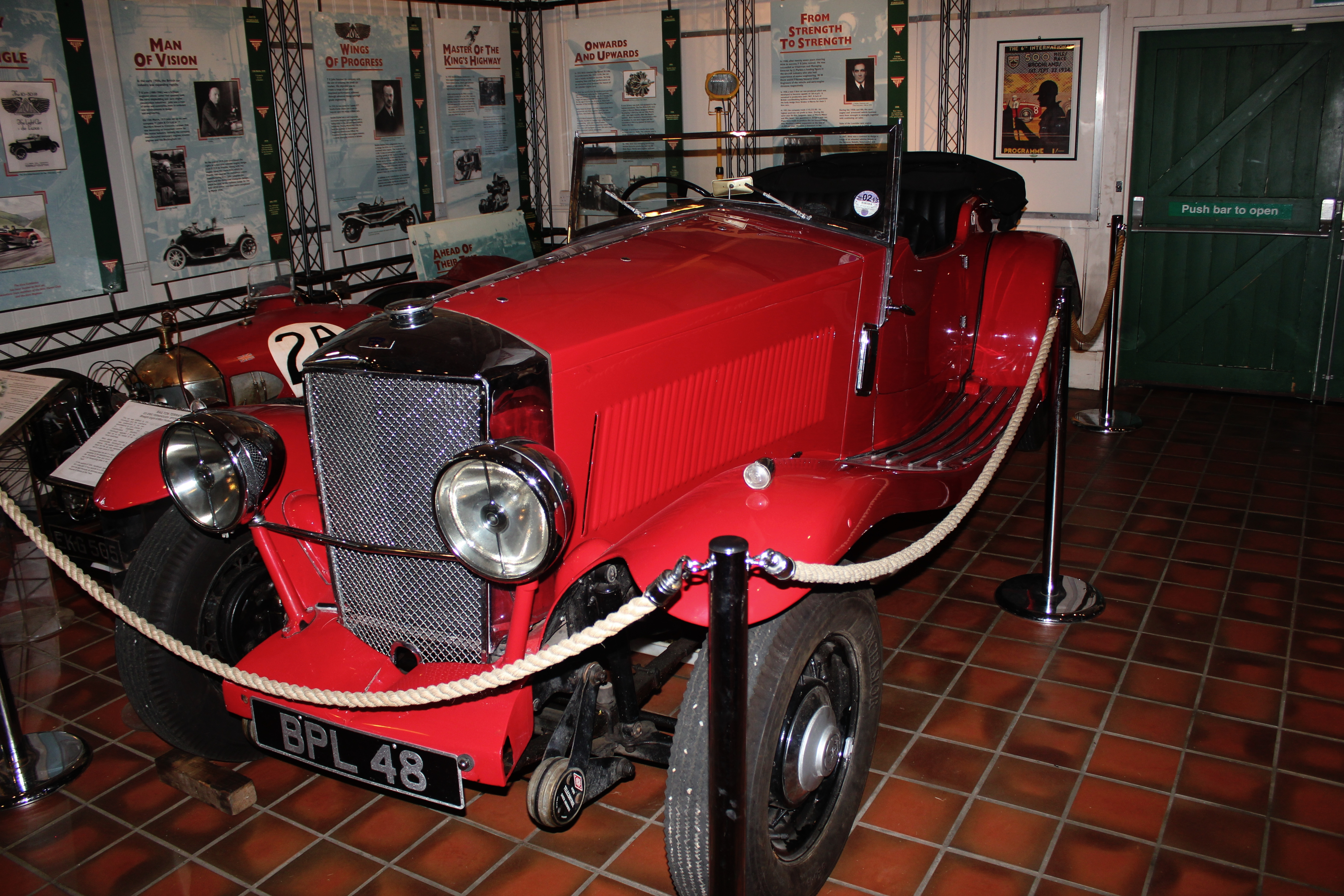
Railton Terraplane Eight 28.8HP Tourer by Ranalah

Рід Ентоні Рейлтон не тільки дозволив назвати автомобіль на його честь, а й сам взяв посильну участь у доопрацюванні автомобіля, кузови декількох типів взялася постачати фірма John Charles Ranalah з передмістя Лондона — Мертона, яка виготовляла кузови і для такого британського гранда як Lanchester. Шасі американської машини піддалося переробці, Рейлтон довів їх до смаку британців, тобто встановив більш жорсткі фрикційні амортизатори Hartford, обладнані системою Andre Telescopic, завдяки чому їх можна було регулювати з місця водія. Саму раму Рейлтон посилив додатковими брусами, плюс він встановив інше передавальне відношення в рульовій, зробивши його тим самим більш гострим, гальмівна система залишилася колишньою. Мотор, об'ємом 4 л, з рядною вісімкою в ряд розвивав 94 к.с. і, працюючи в парі з 3-ступінчастою коробкою передач і одягнений в більш легкий кузов, дозволяв розганяти машину до 100 км/год за 13 секунд.

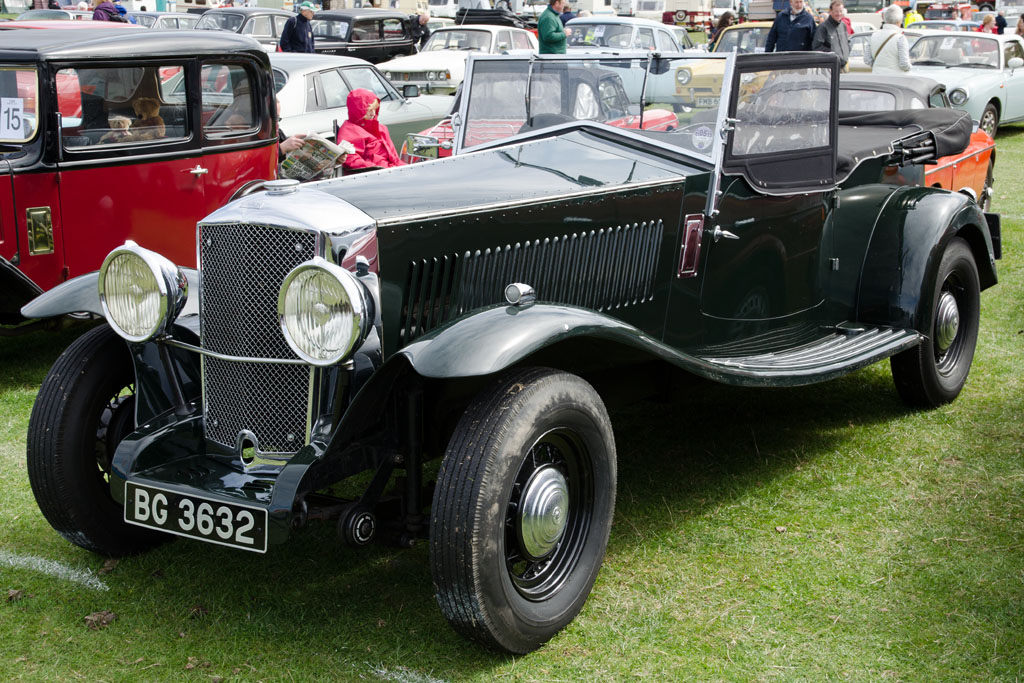
Railton Eight 28.8HP Tourer by Berkeley

Перша машина була представлена як Railton Terraplane на автошоу в Олімпії в жовтні 1933 року і викликала великий інтерес, оскільки була в півтора рази дешевшою своїх конкурентів. На ринок нова машина вийшла під назвою Railton Eight, незабаром слідом за відкритим турером клієнтам стали пропонувати і закриту дводверну версію.

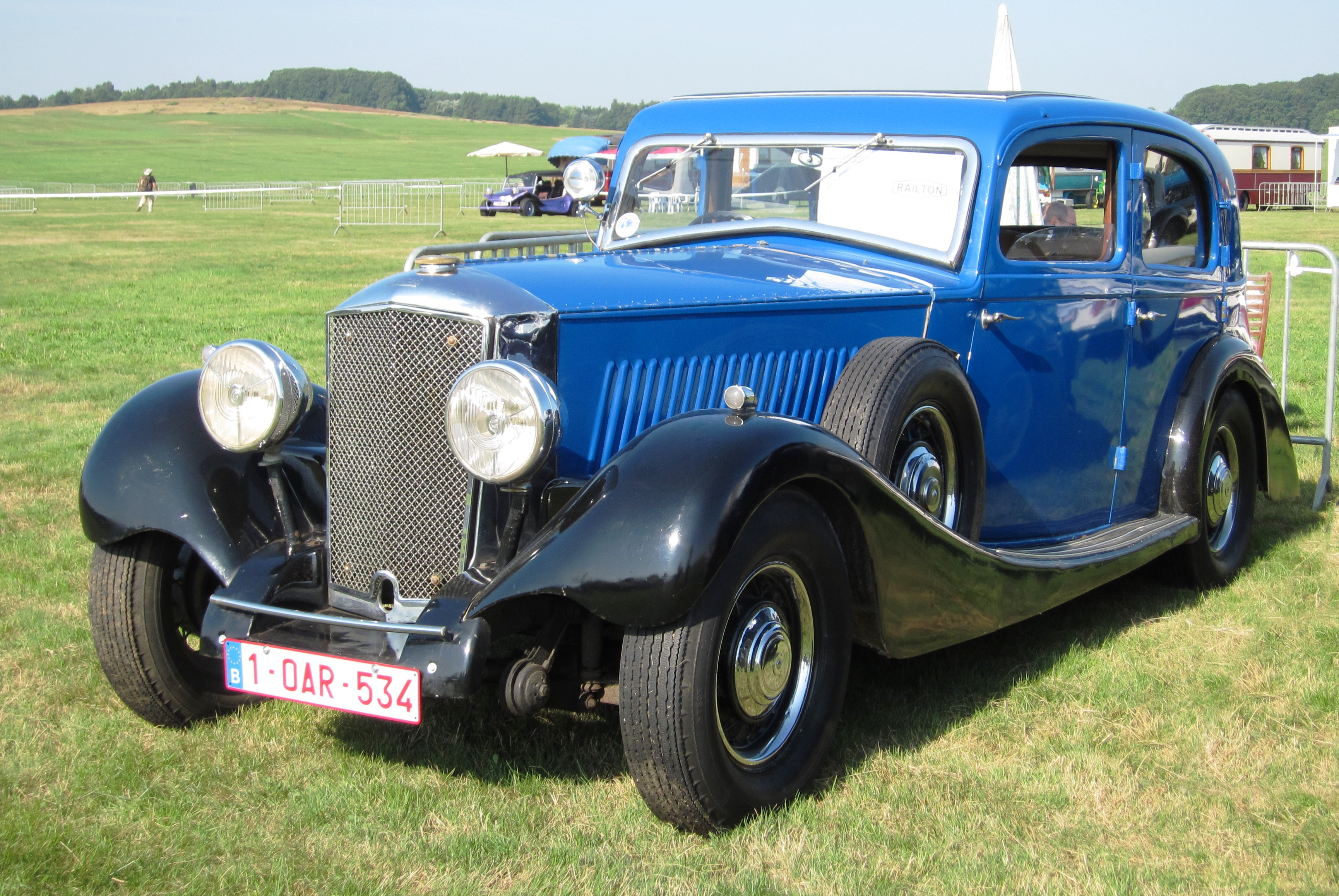
Railton Straight Eight 28.8HP University Saloon

Нова марка вирішує відразу закріпити свою назву на спортивних змаганнях, на Альпійські ралі вирушає дві машини, які, набравши 1000 очок, виграють ці самі ралі. Далі слідував успіх на Ралі Монте-Карло, де португальський екіпаж займає третє місце в загальному заліку. У середині 1934 року Railton переходить на більші шасі від Hudson Eight з передньою незалежною підвіскою, які в добавок оснащувалися 4.2 л двигуном, потужністю 113 к.с., оскільки марка Terraplane переходить суто на 6-циліндрову тягу. Основними постачальниками кузовів стають компанії REAL з Ілінгу і Coachcraft з Хенвелла, причому єдина модель Eight оснащувалася до того часу аж сімома варіантами кузовів: Saloon, Tourer, Drophead Coupe, Sports Saloon, Fairmile Coupe, Cobham Saloon і самий топовий — University Saloon.

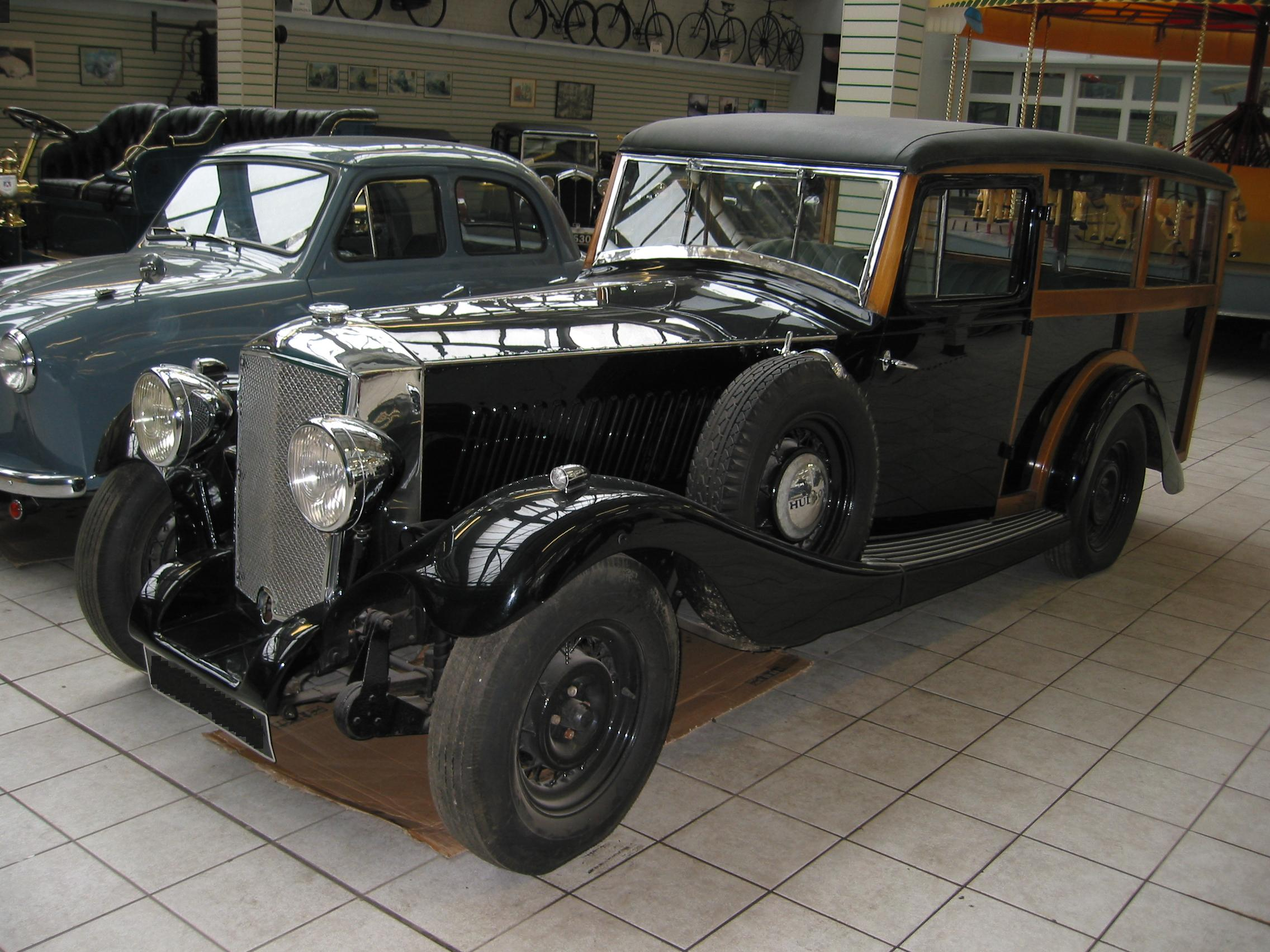
Railton Eight Station Wagon

Але машини з передньою незалежною підвіскою випускалися менше півроку, оскільки незабаром Hudson змінив так званий Axle Flex на більш дешеву залежну підвіску передніх коліс, Railton коштував у середньому на 150 фунтів дорожче аналогічного Hudson, але різниця в ціні компенсувалася більш високою максимальною швидкістю і швидким розгоном до ста. Незабаром на укорочених шасі з'являється спеціальна модель Light Sports Tourer, яка набирала до 100 км/год за менш, ніж 10 секунд, час для середини 30-х дуже навіть вражаючий. Максимальна швидкість впиралася в позначку в 159 км/год, але якщо зняти крила і фари, то можна було розігнатися і до 177 км/год, а за 1/4 милі машина розвинула на трасі в Бруклендс швидкість в 172 км/год, що дуже непоганий показник для машини з атмосферним двигуном, розгін до 100 км/год в такому випадку зменшувався до 8,8 секунди. На трасі в Бруклендс перебував і тестовий пагорб, рекорд з підйому на цей пагорб тримався за Frazer Nash Terror з 1.5 л компресорним мотором, який подолав його з середньою швидкістю в 52 км/год, спорткар від Railton лише трохи відстав від нього, показавши 47 км/год. Light Sports Tourer оснащувався іншим карбюратором, іншим передавальним відношенням в задньому мосту і більш потужними гальмами, завдяки чому і досягалися такі цифри, проте було побудовано всього три подібні машини, оскільки зовнішній вигляд цієї машини не був типовий для британського автопрому того часу, і тому розуміння серед клієнтів він не знайшов.

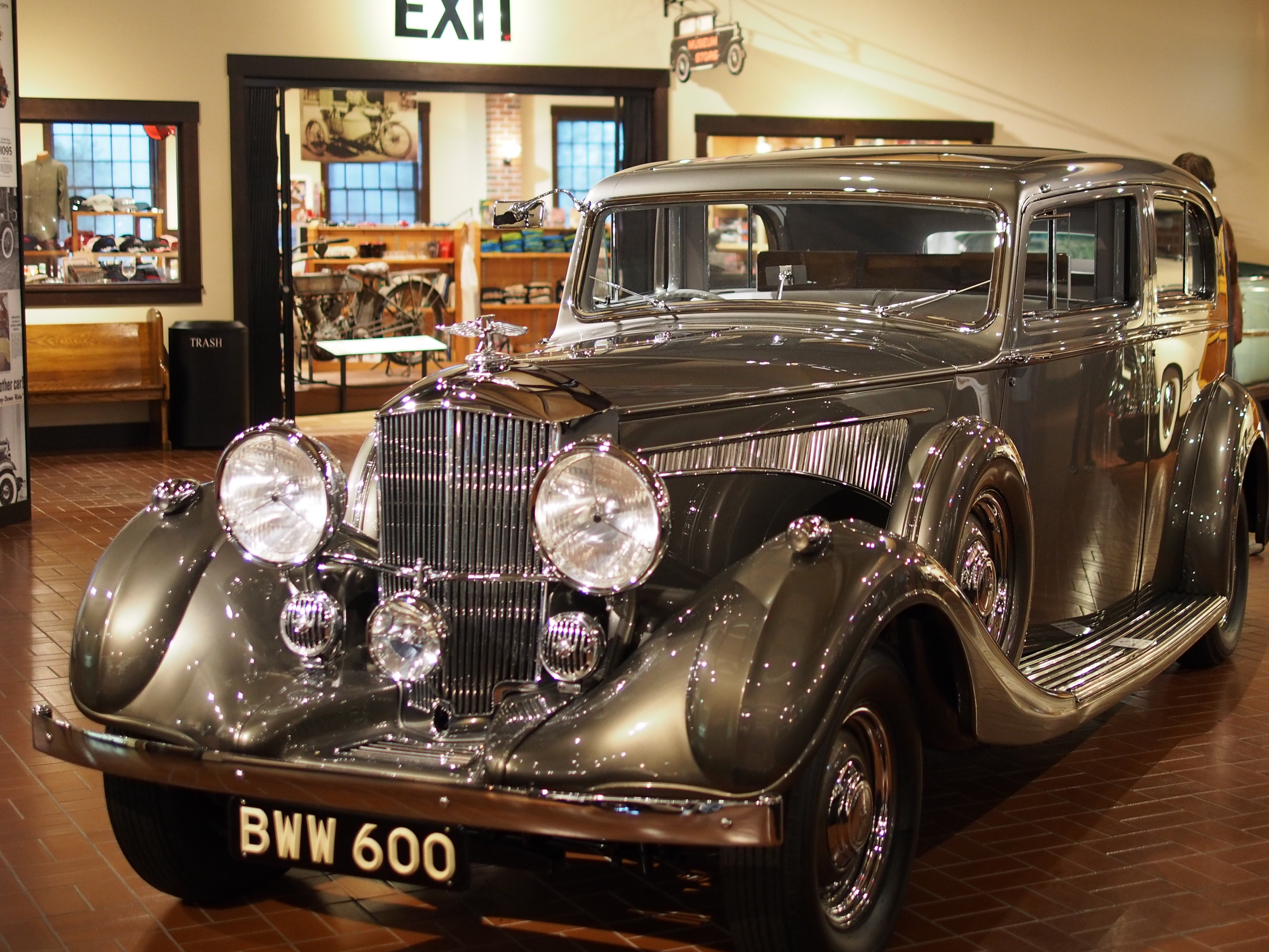
Railton Straight Eight 28.8HP Limousine by Rippon Bros

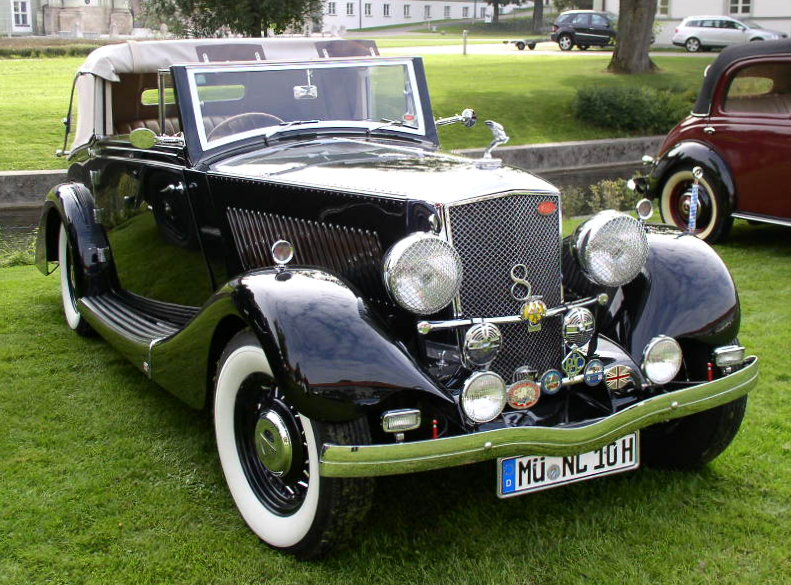
Railton Straight Eight 28.8HP Fairmille Drophead Coupe MkIII by Coachcraft

Зростання продажів автомобілів, яких прозвали «дешевими Invicta» або «Bentley для бідняків», ріс швидко, якщо в 1933 році було побудовано всього 42 машини (машина з'явилася в жовтні), то через рік — вже 224, а в 1935 було продано і зовсім 337 автомобілів. 1936 року шасі автомобілів було перероблено, в передній підвісці з'явилися більш м'які ресори, встановили додаткові розпірки на рамі, потужність мотора підвищилася до 121 к.с., попутно автомобіль обзавівся гідравлічними гальмами всіх коліс. При цьому виросла база коліс, яка дорівнювала 3.05 м, в 1937 році база вже дорівнювала 3.22 м, що спричинило за собою і обваження кузова. З 1936 року Railton устатковувався 12V системою, а Hudson перейшов на 12-вольтове живлення тільки через рік, проте продажі автомобілів стали падати, оскільки нинішні моделі відійшли від початкової концепції Макліна — короткі шасі з потужним мотором і легким кузовом, тепер же шасі стали довгими, кузови — важчими, а машини — більш дорогими, топовою моделлю в цей час був Railton Straight Eight 28.8HP Carrington Foursome Drophead Coupe.
Щоб залишатися в ніші більш доступних машин, в 1937 році клієнтам було запропоновано 6-циліндрову модель 16.9НР з мотором, потужністю 76 к.с. при об'ємі в 2.7 л, який встановлювався на більш короткі 2.97 м шасі, проте ці значно повільніші машини не мали попит, і їх побудували в кількості 81 штуки, причому включаючи і більш потужну 6-циліндрову модель — 21.6НР з 3.5 л 101-сильним двигуном, яку стали виготовляти з початку 1938 року. Але оскільки 6-циліндрові машини не мали попит, то незабаром з'являється більш доступна 8-циліндрова машина з кузовом, який встановлювали на 6-циліндрові моделі, а саме — седан (салун) типу Sandown.

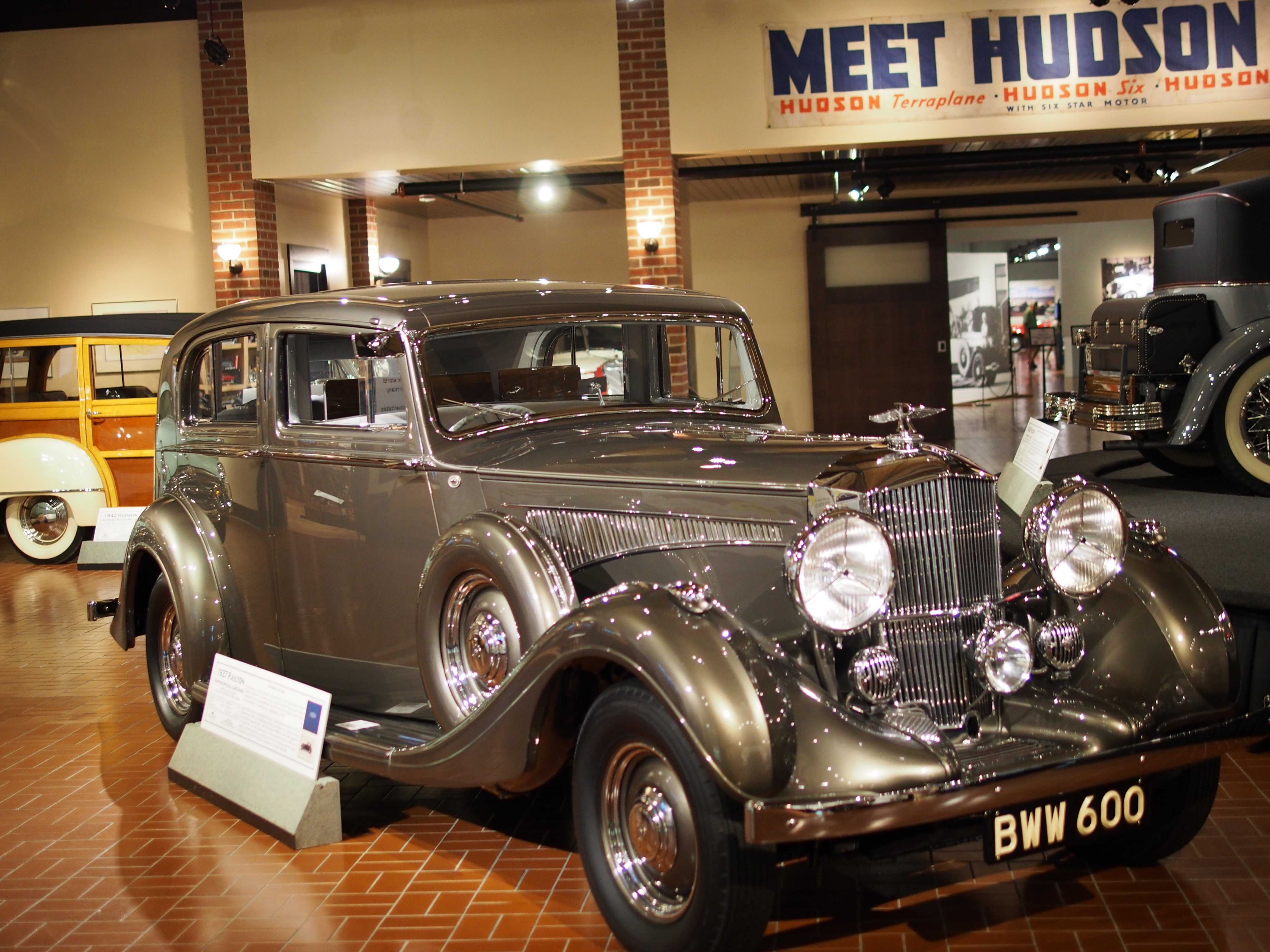
Railton Straight Eight 28.8HP Limousine by Rippon Bros

У 1938 році з'являється найменший автомобіль марки — Railton 10НР, цього разу за основу були взяті шасі Standard Flying Nine, на які встановили 1.3 л двигун від Standard Flying Ten. Зменшені кузови салун і дропхед-купе типу Cobham і Fairmile від фірми Coachcraft повторювали собою дизайн восьмициліндрової моделі. За легендою перший з цих автомобілів побудували для дочки керуючого директора, який хотів, щоб його сім'я їздила тільки на автомобілях тієї марки, яку виробляла його компанія. Унаслідок було реалізовано ще п'ятдесят подібних машин. У цьому ж році Light Sports Tourer стає найшвидшим спортивним автомобілем свого часу, побивши рекорд траси в Шелслі Уелш, але рекорд Чарльза Фоллета через рік перекрив Ян Конелл на 4-літровому Darracq, причому Фоллет поступився всього 44 сотими секунди Конеллу.

## Railton у складі компанії Hudson
Наприкінці 1938 року Маклін, виявивши, що в Британії пустує ніша з виробництва швидких військових катерів, повністю перемикається на своє нове дітище, продавши в 1939 році свою автомобільну фірму Railton Cars Ltd компанії Hudson Motor Car Company, яка і продовжила складання автомобілів марки Railton, але в 1939 році рівень продажів впав вже до позначки в 70 машин, в підсумку з початком Другої світової війни було вирішено відмовитися від виробництва автомобілів. Якщо в 1939 році автомобілі марки Hudson вже оснащувалися автоматичними коробками передач Electric Hand, а мануальні коробки передач мали важелі управління на рульовій колонці, то автомобілі марки Railton оснащувалися суто ручними коробками передач з підлоговим розташуванням важеля, технічно це було єдиною відмінністю двох марок, британський Railton мав суто спортивний імідж, навіть якщо машина цієї марки була одягнена в кузов лімузин.

## Припинення виробництва автомобілів. Закриття компанії
Після війни було побудовано ще 12 автомобілів Railton Straight Eight на шасі, які залишилися на складі ще перед початком військових дій, щоправда як силовий агрегат виступав новий 128-сильний 8-циліндровий мотор Hudson, кузови поставляти взялися фірми Carbodies, Martin Walter і Whittingham & Mitchel. 1949 року на Лондонському автошоу в Олімпії була продемонстрована оновлена машина з новою незалежною підвіскою і кузовом кабріолет, проте, продавши всього дві такі машини до 1951 року, американцями було вирішено поставити хрест на цьому бренді, тим більше фірма Hudson припинила виробництво шасі без кузовів.

## Відродження марки
У 1989 році 53-річний Вільям Таунс, який попрацював дизайнером в компаніях Rootes Group, Rover і Aston Martin (він був автором дизайну Aston Martin DBS V8 1969 року), а після став фріланцером на терені промислового дизайну, воскрешає марку, заснувавши фірму Railton Motor Company в Уіксфорді, що у Ворикширі. Фінансову допомогу зголосився надати йому в цьому починанні бізнесмен Джон Ренсон, що займався продажем газу. Цього разу за основу був узятий британський автомобіль — Jaguar XJ-S V12, до 1991 року Таунс підготував дві моделі: F28 Fairmile і F29 Claremont з кузовами з алюмінію, які були виготовлені компанією Park Street Metal, та своєю чергою поставляла свою ж продукцію у вигляді кузовів і фірмі Jaguar Cars для її легендарної моделі — XJ220. Перша модель позиціонувалася як більш спортивна, і оснащувалася більш широкими колесами, друга ж, також відкрита, була більше стилізована під автомобілі 30-х років, із закритими щитками на задніх крилах, які закривали колеса, що були виконані в стилі коліс рекордових болідів, які виготовлялися свого часу самим Рідом Рейлтоном. Цінник на обидві машини був однаковим — 105 000 фунтів стерлінгів.
Однак дизайнерові так і не вдалося знайти покупців на свої автомобілі. Лаконічний, нічим не чіпляючий око зовнішній вигляд не викликав бажання розпрощатися товстосумів з сумою в 100 тисяч фунтів, тому на одній з машин до своєї смерті їздив сам автор. Таунс помер від раку в 1993 році, а через рік бренд, що так і не продав жодної машини, вдруге потрапив на запорошені полиці архіву.

## Список автомобілів Railton
- 1933 — Railton Eight
- 1934 — Railton Straight Eight
- 1937 — Railton 16.9HP
  - Railton 21.6HP
- 1938 — Railton 10HP
- 1991 — Railton F28 Fairmile
  - Railton F29 Claremont